# Madonna della candela
La Madonna della candela è un dipinto del pittore genovese Luca Cambiaso datato 1570-1575 circa e conservato ai Musei di Strada Nuova, (Palazzo Bianco), Genova.

## Storia
L'esistenza di più versioni autografe dello stesso soggetto impediscono l'identificazione certa della tela, citata nel 1648 nella collezione di Gio. Vincenzo Imperiale, le cui misure corrispondono alla tela di Palazzo Bianco. Successivamente il dipinto non viene più menzionato né nelle proposte d'acquisto relative alla collezione Imperiale effettuate da Salvatore Castiglione a Carlo II Gonzaga (non andate a buon fine), né nell'elenco di opere con stessa provenienza che Francesco Maria Balbi comprò all'asta del 1655 e che cedette due anni pù tardi a Cristina di Svezia. Il dipinto entra nelle raccolte civiche genovesi nel 1926 grazie al legato di Enrico Lorenzo Peirano.

## Descrizione e stile
Il titolo è ispirato dalla luce della candela che è rappresentata in alto a lato della composizione. La luce esterna, radente e fredda, mette in risalto la figura di Maria che allatta mentre sant'Anna invita san Giovannino a fare silenzio. Giuseppe, voltato di spalle sulla sinistra, si sta dirigendo in un'altra stanza. La figura di Gesù è l’unica che emerge dalla penombra: la pelle pallida e perlata risplende conferendo alla scena dimessa un’atmosfera mistica. La Madonna della candela é uno dei dipinti più noti di Cambiaso il cui iter pittorico inizia con gigantismo di stampo manierista e approda a una pittura essenziale, quasi geometrica, sottolineata da una gamma di colori limitata. La scelta di ambientare la scena in un'atmosfera notturna è dovuta all'adesione di Cambiaso alle tendenze più spirituali della Riforma cattolica, mentre l’impostazione intima e domestica è volta a promuovere il fatto sacro stimolando l'intima devozione del committente.